# Sinophorus erectus
Sinophorus erectus är en stekelart som beskrevs av Sanborne 1984. Sinophorus erectus ingår i släktet Sinophorus och familjen brokparasitsteklar. Inga underarter finns listade i Catalogue of Life.